# Tommy Prince

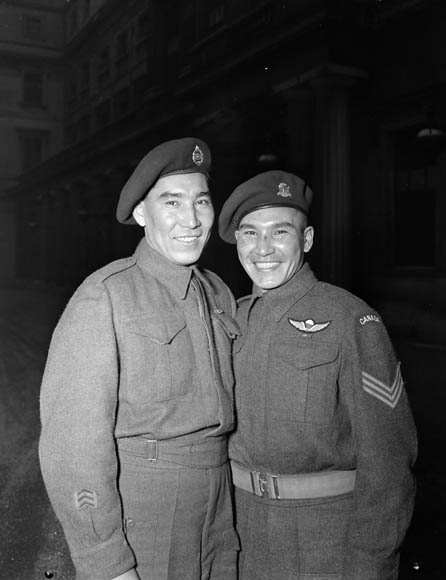
Sergeant Tommy Prince (Rechts), mit seinem Bruder Private Morris Prince vor der Ordensverleihung im Buckingham-Palast am 12. Februar 1945

Tommy Prince (* 25. Oktober 1915 in Petersfield (Manitoba); † 25. November 1977), mit vollem Namen Thomas George Prince, ist der unter den kanadischen Ureinwohnern am häufigsten und mit den höchsten Auszeichnungen dekorierte Veteran des Zweiten Weltkriegs und des Koreakriegs.

## Leben

### Jugend
Tommy Prince wuchs ab dem 5. Lebensjahr im Brokenhead Ojibway Nation reserve nördlich von Winnipeg auf, der Hauptstadt der kanadischen Provinz Manitoba. Er war eines von elf Kindern von Henry und Elizabeth Prince, geborene Desjarlais. Seine Familie zog 1920 von Petersfield nach Scanterbury. Die Lebensverhältnisse im Reservat waren so schwierig, dass er sich bei der kanadischen Armee für den Einsatz in Europa bewarb. Da er aber Angehöriger eines Indianerstammes war, wurde er routinemäßig abgewiesen. Nach mehreren Versuchen wurde er jedoch am 3. Juni 1940 akzeptiert. Prince wurde Angehöriger der 1st Field Park Company der Royal Canadian Engineers.

### Zweiter Weltkrieg, Italien
1942 war er zum Sergeant im Canadian Parachute Battalion aufgestiegen. Prince wurde Mitglied im 1st Canadian Special Service Battalion und wurde unter harten Bedingungen für einen Sondereinsatz ausgewählt. Zusammen mit 1.600 anderen wurde er in den USA ausgebildet. Diese Männer bildeten die First Special Service Force, die auch als „des Teufels Brigade“ („Devil’s Brigade“) bezeichnet wurde.
Prince wurde nach Italien geschickt. Er ging 1944 nach Anzio, von dort nach Littoria, um über eine 1,4 km lange Telefonverbindung Nachrichten zu liefern. So nistete er sich am 8. Februar in einem verlassenen Bauernhof ein. Doch eine verirrte Granate zerstörte die Telefonleitung. Als Bauer getarnt gelang es ihm, die Telefonverbindung in nur 200 m Entfernung vom Gegner, in Sichtweite, zu reparieren. Er suchte mit der Sense nach der zerstörten Stelle und täuschte vor, sich die Schuhbänder zuzuschnüren, während er den Draht neu verband. So lieferte er drei Tage lang wichtige Bewegungsmeldungen. Mit diesen Informationen gelang es, vier Panzer zu zerstören, während sie alliierte Truppen beschossen. Später erhielt er den Orden für exceptional bravery in the field (besonderen Mut auf dem Schlachtfeld).
Im Sommer 1944 kam die 1st SSF nach Südfrankreich. Prince legte 70 km durch wegloses, zerklüftetes Gelände hinter den deutschen Linien bei L’Escarène zurück, wobei er 72 Stunden ohne Wasser auskam. So gelang es ihm, ein deutsches Lager zu lokalisieren. Die so gewonnenen Informationen machten es möglich, über tausend deutsche Soldaten gefangen zu nehmen. Prince erhielt von König George VI. den Silver Star der USA und die Military Medal Großbritanniens. Er ist damit einer von drei Kanadiern, die diese Auszeichnungen erhielten. Hinzu kamen sechs weitere Orden. Prince wurde am 15. Juni 1945 ehrenhaft entlassen.

### Nachkriegszeit, Ehe, Kampf für Indianerrechte
Prince kehrte nach seinem Kampf gegen das rassistische Regime der Nationalsozialisten in ein Land zurück, das ihm das Wahlrecht verweigerte. Prince arbeitete in einer Zellstofffabrik und drohte alkoholkrank zu werden. 1946 wurde er von einer Frau angegriffen, die ihm mit einer zerbrochenen Bierflasche schwere Gesichtsverletzungen zufügte. Er sah keine andere Möglichkeit mehr, als das Reservat zu verlassen und sich eine Arbeit in Winnipeg zu suchen. Er eröffnete einen Reinigungsservice und heiratete Verna Sinclair. Er setzte sich dafür ein, dass die kanadischen Ureinwohner bessere Bildung und wirtschaftliche Möglichkeiten erhalten. 1946 wurde er Vorsitzender der Manitoba Indian Association, ging nach Ottawa, um sich für die Rechte der Indianer einzusetzen. Als er zurückkehrte, war das kleine Unternehmen, das er einem Freund anvertraut hatte, bankrott, weil der LKW in einem Unfall zerstört worden war. Prince arbeitete nun als Holzfäller und in einer Betonfabrik.

### Koreakrieg
1950 sah er keine andere Möglichkeit mehr, als sich erneut zu verpflichten. So kam er zur Princess Patricia’s Canadian Light Infantry und versah seinen Dienst im Koreakrieg, wo er Orden der USA, Kanadas und der Vereinten Nationen erhielt. Besondere Verdienste erwarb er sich in der Schlacht von Kapyong (Gapyeong) am 24. und 25. April 1951. Von Mai bis August 1951 hatte er nur noch Verwaltungsaufgaben, dann kehrte er nach Kanada zurück. Nachdem sich sein Gesundheitszustand verbessert hatte, konnte er im Oktober 1952 nach Südkorea zurückkehren. Am 28. Oktober 1953 wurde er abermals ehrenhaft entlassen. Während seiner Einsätze hatte er sich eine Knieverletzung zugezogen, und er litt unter Arthritis.

### Folgen der Traumatisierung, Tod
In Kanada litt Prince erneut unter den deprimierenden Lebensverhältnissen, und er wurde wieder rückfällig. Im Juni 1955 rettete er geistesgegenwärtig einen Mann in den Alexander Docks in Winnipeg vor dem Ertrinken. Seine letzten Lebensjahre verbrachte er in einem Heim der Heilsarmee, 1975 veranstaltete sein ehemaliges Regiment eine große Feierlichkeit zu seinen Ehren. Wie in den meisten Ländern wurden die Soldaten nach Kriegsende in keiner Weise psychologisch betreut, so dass Prince über Jahrzehnte unter den Schreckensszenen des Krieges litt; er starb im Deer Lodge Hospital in Winnipeg.
Er selbst versuchte, seine Motivation klarzustellen: „All my life I had wanted to do something to help my people recover their good name. I wanted to show they were as good as any white man.“ (‚Während meines ganzen Lebens wollte ich etwas tun, um den guten Namen meines Volkes wiederherzustellen. Ich wollte zeigen, dass sie so gut sind, wie jeder weiße Mann‘).

## Gedenken
1989 wurde in Winnipeg eine Statue zu seinen Ehren errichtet, zahlreiche Militärgebäude und einige Straßen sind nach ihm benannt. 2010 soll sein Leben mit Adam Beach in der Hauptrolle verfilmt werden.
2020 gibt es in Kanada eine Kampagne dafür, dass Prince auf einer 5-$-Note abgebildet wird.

## Film
- Fallen Hero: The Tommy Prince Story, 45 min., Audrey Mehler, David Paperny Films Inc., 1999
- Beach overwhelmed at role of Tommy Prince, CBC News